# Ion Al-George
Ion Al-George (n. 27 martie 1891, Sângeorz-Băi, România – d. 9 ianuarie 1957, București, România) a fost  un poet român. A semnat și cu pseudonimele Terentius, Varro, Vilica, Ion Vilica, Ion Al. Francesco, Ion Al. Cozia.

## Biografie
Ion Al-George a fost fiul lui Leon Al-George și al Mariei (întâmplător, tot Al-George), agricultori. A fost frate cu poetul Vasile Al-George și unchiul lui Sergiu Al-George.
Urmează școala elementară în localitatea natală, iar între 1902 și 1907 studiază la Liceul Grăniceresc din Năsăud. După 1910, se refugiază în România. Studiază la Conservatorul de Muzică și Declamație din București, unde a fost coleg, la clasa de dramă și comedie, cu Elvira Popescu și  Maria Giurgea. Din anul 1913 și până la pensionare (1940) a fost bibliotecar la Biblioteca Fundației Universitare „Regele Carol I”.A fost membru al Societății Scriitorilor Români.În 1941 îi moare în război singurul său fiu. A decedat în 1957, la București, lăsând o moștenire literară importantă.

## Cariera
A tradus, din limba franceză, „Istoria romană” de Th. Mommsen și opera integrală a lui Sofocle, ambele lucrări rămânând în manuscris. În 1909, a publicat în revista „Convorbiri literare”, traducerea unei poezii de Carmen Sylva. A fost un colaborator asiduu la revistele „Arta”, „Cosinzeana”, „Cuvântul nostru”, „Gazeta Transilvaniei”, „Rampa”, „Ilustrațiunea neamului nostru”. Publică versuri și proză în ziarul „Epoca” și „Ordinea”. În 1913 publică primul său volum, „Aguile”, pentru care primește premiul „Demostene Constantinide” al Academiei Române, pe care îl împarte cu D. D. Pătrășcanu, E. Lovinescu, M. I. Chirițescu. În 1915 îi apare comedia antică în două acte, în versuri, „Sapho”.  În 1916 publică volumul de elegii „Domus taciturna”, în care a inclus traduceri din Bios, Moschus, Cleanthes, Pindar, din Sonetele lui Michelangelo și fragmentar din Dante (Infernul, cânturile I și II).În timpul războiului continuă să scrie, direct din tranșee și să publice poezii ocazionale în revistele „Moldova veche” din Botosani, „Sburătorul”, „Eroii”, „Săgetătorul”. Scrie și două piese, în colaborare cu Ștefan Tătărescu, „Fugarul” și „Sângele neamului”.După război, conduce revistele populare „Apărătorii patriei” și „Eroii” și îndeplinește sarcini redacționale la „Convorbiri literare”. Colaborează la „Flacăra”,  „România literară”. 

## Opera
- Aquile, Câmpina, 1913;
- Sapho, comedie în versuri în două acte, București, 1915;
- Domus taciturna, București, 1916.